# مايك كينيدي (سياسي)
مايك كينيدي (بالإنجليزية: Mike Kennedy)‏ هو محامي وسياسي أمريكي، ولد في 1969. حزبياً، نشط في الحزب الجمهوري. وقد انتخب عضو مجلس نواب ولاية يوتا.

## وصلات خارجية
- الموقع الرسمي